# Lanthanoidy
Lanthanoidy jsou podle současné mezinárodní chemické nomenklatury skupinou patnácti chemických prvků počínajících lanthanem, tedy prvků s protonovým číslem 57 až 71 (dříve se pod tento název řadilo pouze čtrnáct prvků následujících za lanthanem, které doplňují jeho elektronovou konfiguraci do orbitalu 4f). Veškeré lanthanoidy vykazují velmi podobné chemické chování a patří mezi kovy. Spolu se skandiem a yttriem tvoří skupinu prvků vzácných zemin.

## Chemické a fyzikální vlastnosti

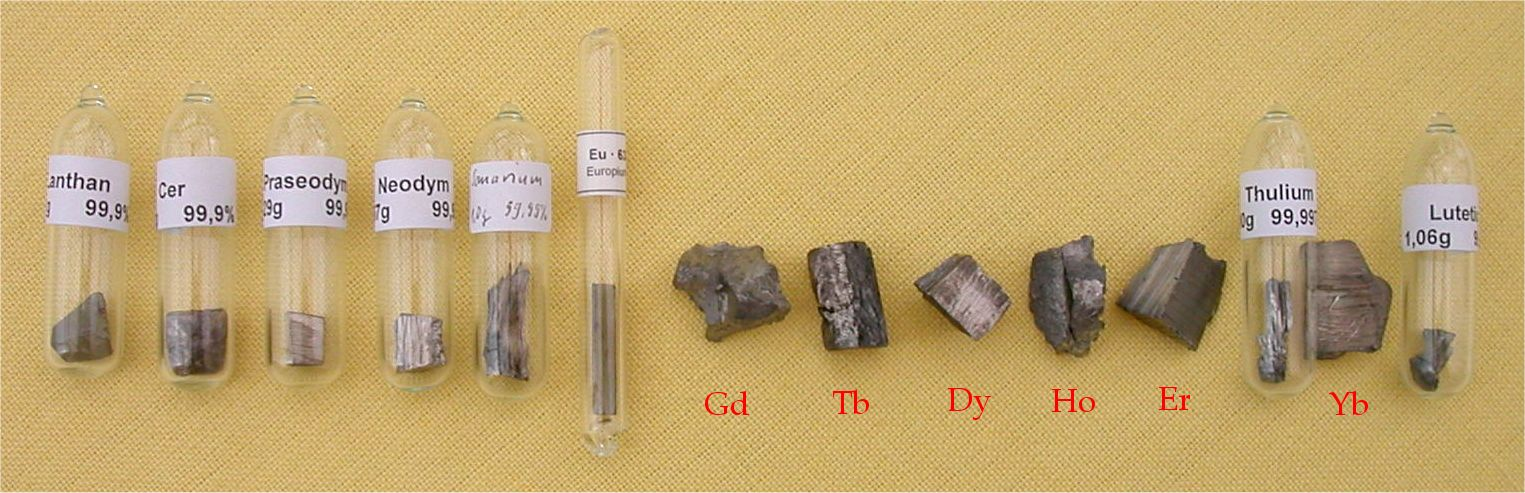
Čisté prvky skupiny lanthanoidů

Chemické chování i základní fyzikální vlastnosti všech prvků skupina lanthanoidů jsou velmi podobné. Všechny patří mezi kovy, mají stříbrolesklou barvu a jsou velmi měkké.
Jejich reaktivita postupně klesá se stoupajícím atomovým číslem. Oproti prvním dvěma prvkům lanthanu a ceru, které poměrně rychle reagují se vzdušným kyslíkem, jsou prvky řazené za europiem na vzduchu relativně stálé. S vodou reagují za vzniku plynného vodíku, snadno se rozpouští v běžných minerálních kyselinách. Za zvýšené teploty také přímo reagují s běžnými nekovovými prvky jako dusíkem, borem, křemíkem, fosforem, sírou a halogeny.
Ve sloučeninách se vyskytují především v mocenství M+3. Výjimkou jsou cer, který tvoří velmi stabilní sloučeniny i v mocenství Ce+4 a europium, jehož sloučeniny v mocenství Eu+2 jsou zcela stálé. Sloučeniny jiných lanthanoidů ve valencích +2 a +4 jsou spíše kuriozitami, jsou velmi nestálé a nemají žádný praktický význam.
Chemické vlastnosti solí lanthanoidů jsou značně podobné sloučeninám hliníku. Všechny tvoří například vysoce stabilní oxidy, které nereagují s vodou a jen velmi obtížně se redukují. Ze solí anorganických kyselin jsou důležité především fluoridy a fosforečnany, jejich nerozpustnost ve vodě se používá k separaci lanthanoidů od jiných kovových iontů. Další nerozpustnou sloučeninou je šťavelan, který je možno použít ke gravimetrickému stanovení těchto prvků po jejich vzájemné separaci.
Netypické vlastnosti, vybočující z obvyklého chování lanthanoidů vykazuje gadolinium, které jako jediné z této skupiny má ferromagnetické vlastnosti a podobá se tím prvkům jako je železo nebo nikl. Odlišností promethia je fakt, že se tento prvek v přírodě prakticky nevyskytuje, protože žádný z jeho izotopů není stabilní a všechny se radioaktivně rozpadají.

### Lanthanoidová kontrakce
Jako lanthanoidová kontrakce se označuje jev, kdy se s postupným zvyšováním atomového čísla prvku zmenšuje poloměr následujících atomů. Obzvláště patrný je tento jev u lanthanoidů, pro první ze skupiny – lanthan se uvádí atomový poloměr 1,061 Å a poslední lutecium pouze 0,848 Å.
V normálních řadách prvků se průměr atomu (jeho obalu) se zvyšujícím se atomovým číslem taktéž zmenšuje, ovšem ne tak výrazně. V případě lanthanoidů se postupné zmenšování atomového poloměru vysvětluje tím, že elektrony doplňované postupně do orbitalů 4f vykazují nízké stínění kladného náboje atomového jádra a tak s přibývajícím atomovým číslem a tím i počtem protonů v jádře roste efektivní náboj jádra působící přitažlivou silou na elektrony orbitalu s, který určuje velikost atomového poloměru daného lanthanoidu.

## Výskyt

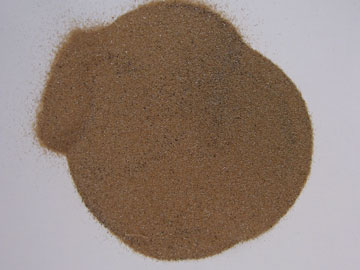
Monazitový písek bohatý na lanthanoidy a thorium

Přestože jsou lanthanoidy také označovány jako prvky vzácných zemin, není jejich výskyt na Zemi nijak řídký. Nejčastěji zastoupený cer je celkově 26. prvkem v pořadí elementárního složení Zemské kůry a i nejméně běžné lutecium vykazuje 200× vyšší obsah než zlato.
Výskyt lanthanoidů v Zemské kůře ovlivňuje stabilita jejich jader. Tzn. že prvky se sudými atomovými čísly (např. 58Ce) jsou v přírodě hojnější než v periodickém systému sousední prvky s atomovými čísly lichými (např. 57La). Toto pravidlo se nazývá Oddo-Harkinsonovo. Například v chondritech je průměrný obsah La 0,31 mg/kg a obsah Ce 0,808 mg/kg.
V přírodě se lanthanoidy vyskytují ve formě vlastních minerálů (zejména fosfátů) nebo jsou přítomny v běžných horninotvorných minerálech jako izomorfní příměsi (např. v granátech). Lanthanoidy se na rozdíl od zbytku periodického systému vyskytují v řadě minerálů společně, nicméně v závislosti na krystalochemických vlastnostech (iontovém poloměru a mocenství) v daném minerálu převažují. Například La a Ce se vyskytují ve vyšších koncentracích v minerálech obsahujících Na a K, zatímco Eu(II) má podobné krystalochemické vlastnosti jako Ca a bude obohacen v plagioklasech. Yterbium a Lu bude obsaženo ve větší míře v granátech.  Často jsou v minerálech s lanthanoidy přítomny prvky jako scandium, yttrium nebo radioaktivní thorium.
Mezi nejznámější minerály na bázi fosforečnanů patří monazity (Ce, La, Th, Nd, Y)PO4, jinou hojně zastoupenou skupinu tvoří bastnäzity (Ce, La, Y)CO3F– směsné flourouhličitany prvků vzácných zemin a dále například minerály euxenit (Y,Ca,Ce,U,Th)(Nb,Ta,Ti)2O6 nebo samarskit ((Y,Ce,U,Fe)3(Nb,Ta,Ti)5O16). Velká ložiska těchto rud se nalézají ve Skandinávii, USA, Číně a Vietnamu. Významným zdrojem jsou i fosfátové suroviny – apatity z poloostrova Kola v Rusku.

## Výroba
Při průmyslové výrobě prvků vzácných zemin se jejich rudy nejprve louží směsí kyseliny sírové a chlorovodíkové a ze vzniklého roztoku solí se přídavkem hydroxidu sodného vysráží nerozpustné hydroxidy všech lanthanoidů. Přitom lze selektivně oddělit většinu ceru, protože hydroxid ceričitý (Ce(OH)4) hydrolyzuje již z poměrně kyselých roztoků a k jeho vysrážení dochází nejdříve.
Separace jednotlivých prvků se provádí řadou různých postupů – kapalinovou extrakcí, za použití ionexových kolon nebo selektivním srážením nerozpustných komplexních solí.
Pro přípravu jednotlivých čistých kovů jsou používány různé metody.
- Poměrně častá je elektrolýza směsi roztavených chloridů vyráběného kovu, chloridu vápenatého CaCl2 a sodného NaCl.
- Při výrobě z fluoridů se v případě lehčích prvků používá redukce kovovým vápníkem

2 MF3 + 3 Ca → 2 M + 3 CaF2
- pro těžší pak redukce oxidu elementárním lanthanem.

M2O3 + 2 La → 2 M + La2O3

## Využití
Praktické využití lanthanoidů výrazně stoupá v posledních přibližně 50 letech, kdy byly do praxe zavedeny průmyslově využitelné separační metody jako kapalinová extrakce nebo dělení pomocí ionexových kolon. Zároveň silně stoupla poptávka po relativně nízce zastoupených prvcích jako je europium a terbium, které jsou spolu s yttriem nezbytné pro výrobu barevných televizních obrazovek.
Podrobnější popis využitelnosti jednotlivých prvků vzácných zemin je uveden pod hesly těchto prvků, obecně se s nimi setkáme v následujících odvětvích a aplikacích:
- V metalurgii se jejich vysoká afinita ke kyslíku uplatní při odkysličování roztavených kovů a malé přídavky lanthanoidů do různých slitin mají vliv na výsledné mechanické vlastnosti produktu. Například oceli nebo litina pak vykazují vyšší tvárnost a kujnost a mají vyšší mechanickou odolnost proti nárazu.
- Významné uplatnění nalézají ve sklářském průmyslu. Přídavky malých množství různých lanthanoidů mění index lomu vyrobeného skla, působí odbarvování a čeření skloviny, upravují absorpční vlastnosti skla pro světlo různých vlnových délek a podobně.
- Při výrobě barevných televizních obrazovek jsou především sloučeniny europia, terbia a yttria nezbytné pro výrobu luminoforů.
- V jaderné energetice nacházejí uplatnění především těžší lanthanoidy, které vykazují velmi vysoký účinný průřez pro záchyt neutronů a slouží proto jako součást slitin pro výrobu moderátorových tyčí pro regulaci provozu jaderných reaktorů.
- Mimořádně silné permanentní magnety jsou vyráběny se slitin a sloučenin neodymu a samaria.
- Velmi významný je podíl různých lanthanoidů v materiálech pro výrobu laserů.
- Katalyzátory na bázi lanthanoidů se používají i v petrochemii při krakování ropy a dalších výrobách organické syntetické chemie.